# Lucha en los XXI Juegos Centroamericanos y del Caribe
Se detallan los resultados de las competiciones deportivas para la especialidad de Lucha
en los XXI Juegos Centroamericanos y del Caribe.

## Lucha
El campeón de la especialidad Lucha fue  Venezuela.

### Medallero
Los resultados del medallero por información de la Organización de los Juegos Mayagüez 2010
fueron:

#### Medallero Total
País anfitrión en negrilla. La tabla se encuentra ordenada por la cantidad de medallas de oro.
| Núm.  | País                 | Oro | Plata | Bronce | Total | Orden por Total |
| ----- | -------------------- | --- | ----- | ------ | ----- | --------------- |
| 1     | Venezuela            | 8   | 6     | 5      | 19    | 1               |
| 2     | Puerto Rico          | 5   | 1     | 6      | 12    | 4               |
| 3     | Colombia             | 4   | 4     | 2      | 10    | 5               |
| 4     | México               | 2   | 5     | 7      | 14    | 2               |
| 5     | República Dominicana | 2   | 4     | 8      | 14    | 2               |
| 6     | Panamá               | 0   | 1     | 1      | 2     | 7               |
| 7     | El Salvador          | 0   | 0     | 6      | 6     | 6               |
| 8     | Honduras             | 0   | 0     | 2      | 2     | 7               |
| TOTAL | TOTAL                | 21  | 21    | 37     | 79    |                 |

Fuente: Organización de los XXI Juegos Centroamericanos y del Caribe

#### Medallero por Género
País anfitrión en negrilla. La tabla se encuentra ordenada por la cantidad de medallas de oro.
| Clasificación por Oro | País                 | Hombres | Hombres | Hombres | Hombres | Mujeres | Mujeres | Mujeres | Mujeres | TOTAL | Clasificación por Total |
| Clasificación por Oro | País                 |         |         |         | Total   |         |         |         | Total   | TOTAL | Clasificación por Total |
| 1                     | Venezuela            | 5       | 3       | 4       | 12      | 3       | 3       | 1       | 7       | 19    | 1                       |
| 2                     | Puerto Rico          | 3       | 0       | 4       | 7       | 2       | 1       | 2       | 5       | 12    | 4                       |
| 3                     | Colombia             | 2       | 3       | 2       | 7       | 2       | 1       | 0       | 3       | 10    | 5                       |
| 4                     | México               | 2       | 3       | 4       | 9       | 0       | 2       | 3       | 5       | 14    | 2                       |
| 5                     | República Dominicana | 2       | 4       | 6       | 12      | 0       | 0       | 2       | 2       | 14    | 2                       |
| 6                     | Panamá               | 0       | 1       | 1       | 2       | 0       | 0       | 0       | 0       | 2     | 7                       |
| 7                     | El Salvador          | 0       | 0       | 4       | 4       | 0       | 0       | 2       | 2       | 6     | 6                       |
| 8                     | Honduras             | 0       | 0       | 2       | 2       | 0       | 0       | 0       | 0       | 2     | 7                       |
| TOTAL                 | TOTAL                | 14      | 14      | 27      | 55      | 7       | 7       | 10      | 24      | 79    |                         |

Fuente: Organización de los XXI Juegos Centroamericanos y del Caribe

### Múltiples Ganadores
El tablero de multimedallas para la de los XXI Juegos Centroamericanos y del Caribe Mayagüez 2010 
presenta a los deportistas destacados que conquistaron más de una medalla en las competiciones de Lucha realizadas en Mayagüez, Puerto Rico.
Fuente: 
Organización de los XXI Juegos Centroamericanos y del Caribe Mayagüez 2010. 
| Clasificación del País | Clasificación del Total | Deportista    | País        | Disciplina |   |   |   | Total |
| 1                      | 432                     | Jose N. Erazo | El Salvador | Lucha      | 0 | 0 | 2 | 2     |